# Eva von Buttlar
Eva Margaretha von Buttlar (* 22. Juni 1670 in Barchfeld, Thüringen; † 27. April 1721 in Altona) war eine mystisch-libertinistische Sektiererin und Namensgeberin der unter dem Namen Buttlarsche Rotte bekannt gewordenen Gruppe.

## Leben
Ursprünglich Hoffräulein in Eisenach, trennte sie sich 1697 nach ihrer Bekehrung von ihrem Ehemann, dem Hofmeister Jean de Vésias, mit dem sie seit 1687 verheiratet war, um sich separatistischen Kreisen anzuschließen. Mit dem Theologiestudenten Justus Gottfried Winter und dem Medizinstudenten Johann Georg Appenfeller gründete sie am 2. Oktober 1702 in Allendorf eine philadelphische Gemeinschaft mit später etwa 70 Mitgliedern, die „Christliche und Philadelphische Sozietät“, die den baldigen Anbruch des Tausendjährigen Reiches verkündete. Nach dem Pietistenedikt des hessischen Landgrafen Karl von Hessen-Kassel, das separatistische Privatversammlungen verbot, verließ die Gruppe 1702 Allendorf und ließ sich in der Grafschaft Wittgenstein nieder, zunächst in Glashütte in der Nähe der Lahnquelle, dann auf einem gräflichen Hof in Saßmannshausen bei Laasphe.
Die Gruppe wurde von Pietisten wie Spener, Francke, aber auch von zahlreichen im Wittgensteinischen lebenden Separatisten wie Hochmann von Hochenau abgelehnt und argwöhnisch beobachtet. Im November 1704 wurden die Gruppenmitglieder unter dem Vorwurf der Unzucht, Blasphemie, Abtreibung und des zweifachen Säuglingsmordes arrestiert und 1705 angeklagt. Im März 1705 gelang ihnen die Flucht aus der Haft in Schloss Wittgenstein.
Am 3. November 1705 erklärte Winter Eva zur Verlobten des Heiligen Geistes und Appenfeller zum göttlichen Sohn. 1706 erreichte das Treiben der Gruppe in Lügde bei Pyrmont seinen letzten Höhepunkt. Von dort durch Gerichtsspruch erneut vertrieben, zog von Buttlar, inzwischen mit Appenfeller verheiratet, nach Altona, wo sie und ihr Mann sich Brachfeld nannten und keinen Anstoß mehr erregten. 1713 gebar sie hier ihr einziges Kind, einen Sohn, angeblich 13 Monate nach dem Tod ihres Mannes. Er wurde als „Messias“ bezeichnet. Die Sozietät bestand auch nach ihrem Tod im April 1721 noch fort, doch verliert sich nun ihre Spur.

## Angebliche Anschauungen
Mit den philadelphischen Gruppierungen dieser Zeit teilte von Buttlar die entschiedene Ablehnung des verfassten Kirchentums und jeder konfessionellen Beschränkung, mit separatistischen Gruppierungen die Verachtung von Gottesdienst und Sakrament.
Nahezu alles, was darüber hinausging, wird zumindest in seinen Auswirkungen unter dem Oberbegriff des sektiererisch-sexualistischen Libertinismus zusammengefasst, insbesondere die Ausdeutung der Sophia-Spekulationen und des Mythos vom androgynen Urmenschen. Mit Winter als dem „Gottvater“ und Appenfeller als „Sohn“ sollte Buttlar die sichtbare „himmlische Trinität“ dargestellt haben, sich selbst als „himmlische Sophia“. Unter praktischer Anwendung des bereits bei Jakob Böhme und vor allem von Johann Georg Gichtel entwickelten mystischen Gedankens der Ehe des geistlichen Menschen mit der himmlischen Sophia sei die körperliche Einigung mit ihr, der „Mutter Eva“ als dem „Teich Bethesda“, vollzogen und der androgyne „Schöpfungszustand“ wiederhergestellt, die „fleischliche Vermischung als etwas heiliges“ (Winter) angesehen und so auch für die Mitglieder der „Rotte“ zur Glaubenspraxis verbindlich gemacht worden.
Eva von Buttlar gilt in der Radikalität ihres Libertinismus als einzigartig und als Inbegriff eines libertinären Pietismus. Selbstdarstellungen fehlen jedoch, das der Nachwelt überlieferte Bild von Eva von Buttlar und ihrer Gruppe beruht vorwiegend auf den sogenannten Lehr-Punkten Winters und der Hoff Meisterin, die von dem kurzzeitigen Gruppenmitglied Johann Reuter verfasst und später widerrufen wurden, sowie den darauf aufbauenden 1705 im Laaspher Gerichtsverfahren erhobenen Vorwürfen. Thomas Hoeren vermutete in seiner Arbeit Pietismus vor Gericht - Der Prozeß gegen die Buttlarsche Rotte (1705), dass die Anklage ungerechtfertigt war und die Buttlarsche Rotte auch historisch einen Freispruch verdient gehabt hätte. Er wies darauf hin, dass die Sekundärliteratur nie die Vernehmungsprotokolle gewürdigt habe. Aus diesen gehe hervor, dass alle Mitglieder der Buttlarschen Rotte die wichtigsten der gegen sie erhobenen Vorwürfe scharf zurückgewiesen hätten. Insbesondere wehrte sich Buttlar gegen den Vorwurf der Unzucht und Hurerei. Sie habe ausschließlich eine Beziehung zu Winter gehabt, die sie auch nie leugnete. Doch unter ihren Zeitgenossen wähnte allein Christian Thomasius, die meisten Vorwürfe seien „von ihren offenbahren Feinden fälschlich erdichtet“ worden. Thomas Hoeren sah die enge Beziehung von Winter und der (noch verheirateten) Eva von Buttlar als eigentlichen Kern des Anstoßes, der mit immer neuen Schaudergeschichten ausgebaut worden sei.